# قفع (آلة حصار)
القَفْع، والواحد القَفْعَة، ويسمى أيضًا السِّتْر المتحرك (بالإغريقية: χελώνη، تلفظ: "شِيلُونِي"، باللاتينية: testudo، الاسمان الأعجميان كلاهما يعنيان في الأصل «سلحفاة»)، وفقاً للمعجم الوسيط عن مجمع اللغة العربية بالقاهرة ورد التعريف بأنه جُنَّة (غطاء) من خشب ونحوه يختفي تحتَها الرِّجال يَدِبُّون بها إِلى الحصون لنَقْبها؛ وهي تشبه الدَّبَّابة المستعملة في الحرب الآن. ربما اُستخدم في وقت مبكر من القرن الخامس قبل الميلاد. استخدمه الإغريق ثم الرومان في حروب الحصار.
اُستخدم القفع للاقتراب المباشر للجنود من سور مدينة العدو من الجانبين وما فوق، الذين كانوا يحاولون هدمه أو تجاوزه بطريقة أخرى. نُفِّذَت الأعمال الميدانية أيضًا تحت القفع، والذي يوفر عادةً حماية أمامية متزايدة. وشمل ذلك بشكل خاص ردم الخنادق أو إزالة العوائق الأخرى.
يستخدم القفع أيضًا لحماية الكبش وطاقمه الذي يستخدمه.

## معرض الصور

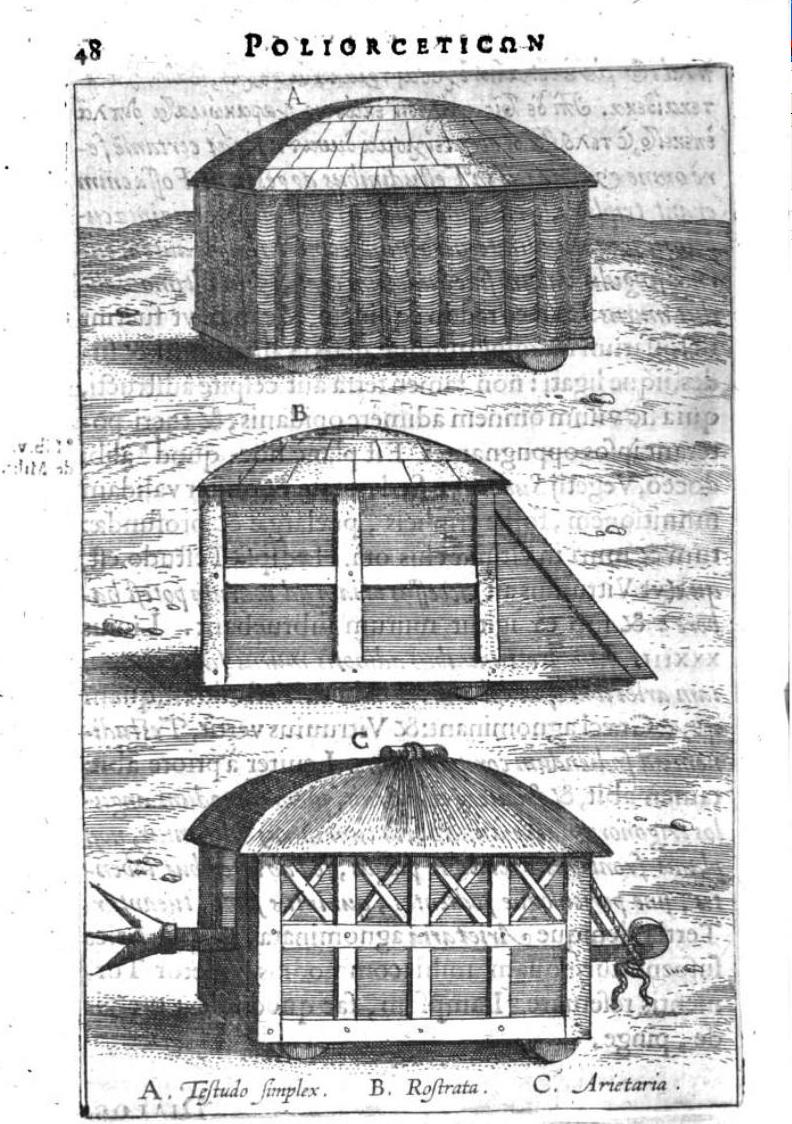
A. قفع بسيط (باللاتينية: Testudo Simplex)، B. قفع منقاري (باللاتينية: Testudo Rostrata)، C. قفع ذو كبش (باللاتينية: Testudo Arietaria)
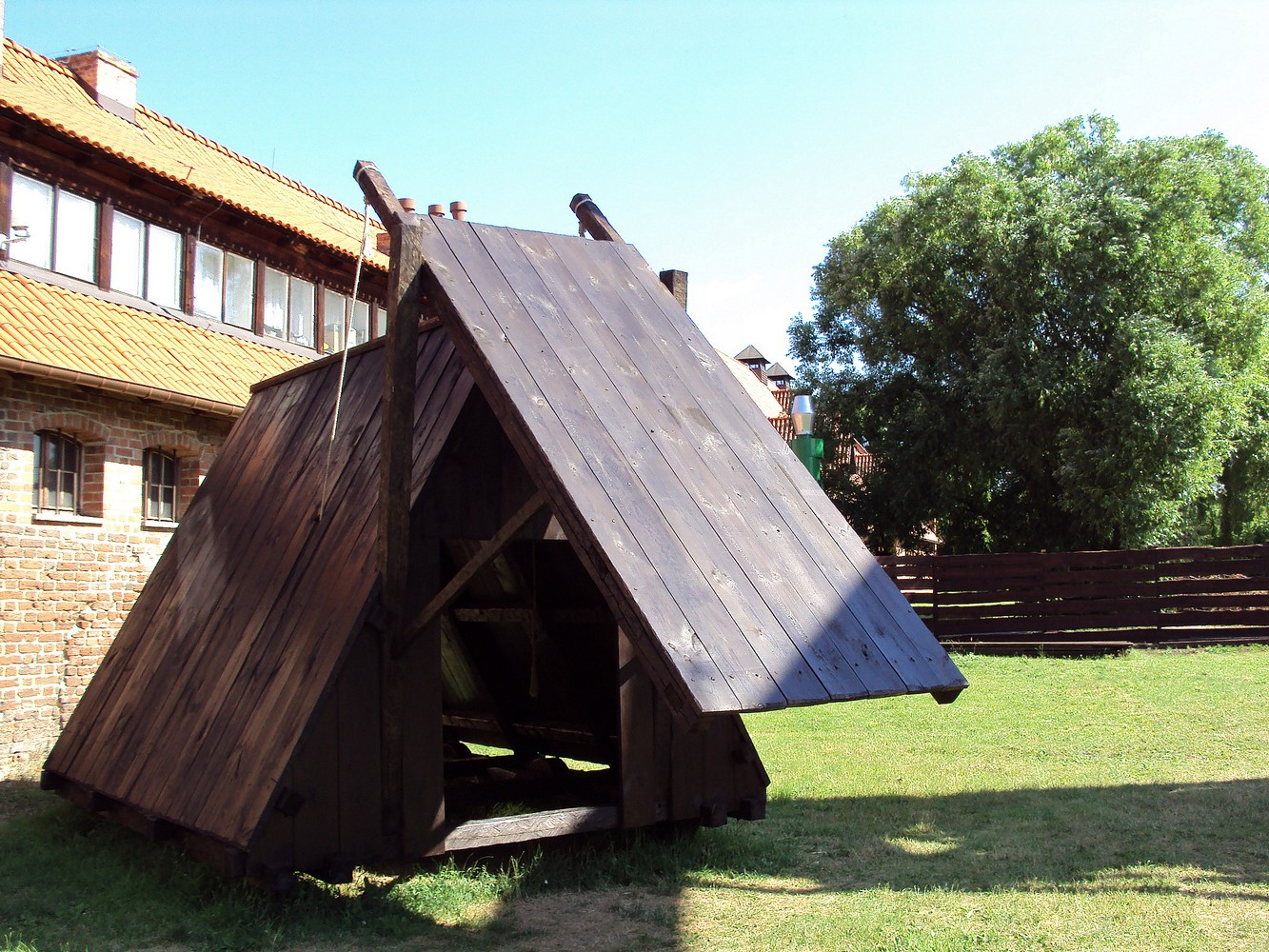
إعادة بناء قفع
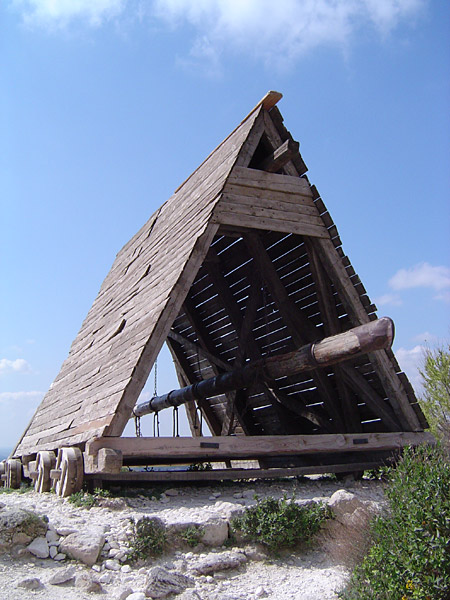
نسخة طبق الأصل من قفع ذو كبش